# 2023年大阪府知事選舉
2023年大阪府知事選舉為2023年4月9日日本第20屆統一地方選舉中舉行的選舉之一。

## 概述
這次選舉是因現任知事吉村洋文的任期屆滿（截止日期為2023年4月6日）而舉行的。

## 日程
- 公告日期：2023年3月23日
- 執行日期：2023年4月9日

### 同日选举
- 大阪市长选举
- 大阪府议会选举
- 大阪市议会选举

大阪市將在同一天舉行四種選舉。
- 堺市议会选举

## 候选人
（按照報名通知的先後順序）
| 姓名                             | 年龄 | 政黨           | 現/新任 | 职业/头衔                                                   |
| -------------------------------- | ---- | -------------- | ------- | ----------------------------------------------------------- |
| 谷口真由美 （たにぐち まゆみ）   | 47   | 独立           | 新      | 法学家 大阪艺术大学客座副教授                               |
| 吉野俊明 （よしの としあき）     | 55   | 參政黨         | 新      | 牙医 选举权顾问                                             |
| 辰巳幸太郎 （たつみ こうたろう） | 46   | 独立           | 新      | 参议院前议员 日本共产党中央委员会                           |
| 吉村洋文 （よしむら ひろふみ）   | 47   | 大阪维新會     | 現      | 大阪府知事（现任） 前大阪市市长 前众议院议员 大阪维新党代表 |
| 稻垣秀也 （いながき ひでや）     | 53   | 新党くにもり   | 新      | 執筆業                                                      |
| 佐藤沙也加 （さとう さやか）     | 34   | 政治家女子48黨 | 新      | 藥劑師                                                      |

## 时间线
2022年
- 12月20日 - 現任知事吉村洋文在大阪維新會的會議上表示，將競選連任[1] 。

2023年
- 1月7日 - 由日本共產黨和工會組成的市民團體「創建明朗民主的大阪府政會議」表示支持前日本參議院議員辰巳孝太郎參選，並宣布日本共產黨將推薦他參選[2] [3] 。當天，辰巳孝太郎在新聞發布會上宣布參選[4] 。
- 2月5日 - 政治團體「更新大阪」傳出消息表示支持大阪藝術大學客座副教授、法學家谷口真由美參選[5]谷口於2月8日正式宣布參選[6] 。
- 2月21日 - 據報導，NHK黨正在調整支持藥劑師佐藤沙也香參選的計劃[7] 。
- 2月24日 - 参政黨宣布支持齒科醫師吉野敏明參選[8] 。
- 2月27日 - 政治團體「新黨國森」宣布支持執筆工作的稻垣秀哉參選[9]。
- 2月27日 - NHK黨宣布支持佐藤沙也加參選[10]，但次日又取消了對佐藤的支持[11] 。
- 33月7日 - 佐藤沙也加在記者會上正式宣布參選[12]。9日，政治家女子48黨（原NHK黨）宣布公認佐藤參選[13]

## 註解
1. ↑  日本共産党推薦